# Ennio Marchetto
Ennio Marchetto (Venezia, 20 febbraio 1960) è un comico, cabarettista, trasformista e attore italiano.
Porta da quasi 20 anni in scena uno spettacolo comico, misto di trasformismo, mimo, danza e origami.
Solo sul palco, senza aiuto dietro le quinte, Marchetto cambia personaggio quasi ogni minuto, spesso davanti agli occhi del pubblico.
I suoi costumi, le sue parrucche e gli accessori sono tutti bidimensionali e fatti di carta e cartoncino, come un cartone animato vivente.
Con un repertorio di oltre 350 personaggi, dalla musica pop alla lirica, da opere d'arte a personaggi della mitologia, il suo show cambia continuamente per adeguarsi al pubblico ed ai fenomeni del momento.
Ha ricevuto diversi premi e nomination, come il Drama Desk Award a New York per miglior spettacolo off-Broadway e il Laurence Olivier Award  a Londra per il miglior spettacolo comico.
Lo spettacolo è stato visto sul palcoscenico e televisioni di oltre 80 paesi.

## Biografia
Nel 1990 partecipa al Festival di Edimburgo dove ottiene un successo di critica e pubblico. Ennio Marchetto si è esibito in diversi teatri del West-End di Londra, tra i quali il South Bank Centre, il Criterion Theatre, il Queen's Theatre, o il White Hall Theatre Olivier Awards 1993 | London Theatre e diversi tour nel Regno Unito.
Da qui inizia il tour che da oltre 20 anni lo porta su palcoscenici in tutt'il mondo, da La Cigale di Parigi al Radio City Music Hall di New York, ma anche su palcoscenici di paesi normalmente poco visitati da artisti internazionali come Etiopia o Namibia.
Altri festival internazionali di rilievo dove partecipa includono il Just For Laughs a Montréal, Womad a Bath, il Meltdown Festival di Londra o il Sziget Festival a Budapest.
Nel 1993 la rete tv ITV gli dedica, nella serie "Celebrations", un documentario di 60 minuti filmato a Venezia e Londra, intitolato "Paper Marilyn" Simon Massey | United Agents, dove viene ricostruito il suo percorso artistico a partire dall'infanzia veneziana. Questo documentario è stato nominato per il prestigioso Royal Television Society Award. 
Il suo show partecipa a diverse trasmissioni televisivi di rilievo come la prima MTV European Music Awards a Berlino, le celebrazioni del bicentenario di Hans Christian Andersen a Copenaghen e diversi Royal Variety show a Londra.
Un suo spettacolo, registrato al Teatro stabile del Veneto "Carlo Goldoni"  è stato mandato in onda diverse volte sulla rete satellitare SKY.
Nel 2011 esce un suo DVD con pezzi del suo show e scene girate a Venezia.
Partecipa insieme a Grace Jones e Ornella Vanoni alla Cavalchina Grand Ballo al Teatro La Fenice durante Carnevale di Venezia 2010 e 2012.
Nel 2011 e invitato a partecipare al New York Musical Theatre festival
Nel 2013 partecipa per diverse puntate alla trasmissione Zelig, trasmessa su Canale 5.
Nel 2014 torna al Festival di Edimburgo per poi proseguere anche a Londra con i suoi nuovi personaggi.

## Premi
- Laurence Olivier Award (nomination Best Entertainment di Londra)
- Drama Desk Award (nomination "Unique Theatrical Experience" dei teatri "off-Broadway" di New York)
- Leone d'Oro (Festival di musica di Venezia)
- Garland Award (Miglior Costumi teatrali, Los Angeles)
- Sebastià Gasch (Premio della Stampa, Barcelona)
- Performance d'Acteur (Miglior spettacolo, Festival teatrale di Cannes)
- Zanzara d'Oro (miglior comico nuovo, 1988)
- Arosa Schneestern, Arosa Humor-Festival 2007
- IRNE nomination (best solo performance, Boston 2008)
- NYMF award per "Outstanding Performance", New York Musical Theatre Festival, New York 2011